# Copelatus cordovai
Copelatus cordovai es una especie de escarabajo buceador del género Copelatus, de la subfamilia Copelatinae, en la familia Dytiscidae. Fue descrito por Megna & Epler en 2012.